# Зерно (короткометражний фільм)
«Зерно» — короткометражний художній фільм Ксенії Бугрімової виробництва телеканалу «СТБ» та Starlight Media. Було відібрано у професійну секцію 69-го Каннского кінофестивалю — Short Film Corner. Фільм також увійшов до національної конкурсної програми Міжнародного київского кінофестивалю «Молодість», де потрапив у номінацію Best Ua shorts.   

## Про фільм
- Тривалість фільму 23 хвилини.
- У фільмі лише дві дієві особи: жінка та чоловік.
- Фільм зовсім не містить тексту (реплік, діалогів). Сюжет викладено візуальними засобами, звуками та музикою.
- Музику до фільму створив композитор Ярослав Одрин. Також на фінальних титрах звучить пісня «We do change», яку подарували фільму фіналісти національного відбору на пісенний конкурс «Євробачення 2016» інді-поп гурт «Pur:Pur».
- Зйомки фіпьму проходили у Львові та Києві.
- Прем'єра картини відбулася 5 травня 2016 року на «Канському Вечорі» у київському кінотеатрі «Оскар»[3].

## Сюжет
Молода жінка мріє знайти справжнє кохання. В спеціальній аптеці вона купує зернятко, з якого, згідно з обіцянками продавця, зможе виростити для себе ідеального нареченого. Посадивши зерно в діжку з-під фікуса, фантазуючи та мріючи про їхнє щасливе романтичне майбутнє, вона спершу піклується про паросток, а потім виховує (а ратше «дресирує») чоловіка, який поступово «проростає».
Та коли чоловік виростає настільки, що може самостійно залишити свою «діжку-колиску», він просто втікає. Вбрана у весільну сукню жінка бігає містом, відчайдушно  шукаючи свого нареченого, але марно. В кінці фільму ми бачимо, як вона знову садить нове зернятко у ту ж саму діжку, вирішивши розпочати все з початку.

## У ролях
Головні ролі у фільмі виконали молоді українські актори Ольга Гришина та Гліб Мацибора.

## Знімальна група
- Автор Ідеї — Ольга Хавжу
- Сценаристи — Ольга Хавжу, Анастасія Резникова, Ксенія Бугрімова, Тала Онищук
- Режисер — Ксенія Бугрімова
- Продюсери — Ксенія Бугрімова, Володимир Бородянський
- Виконавчий продюсер — Олена Дерюгіна
- Оператор-постановник — Сергій Ревуцький
- Композитор — Ярослав Одрин
- Звукорежисер — Марія Григорович-Басс